# Abdij van Mesen

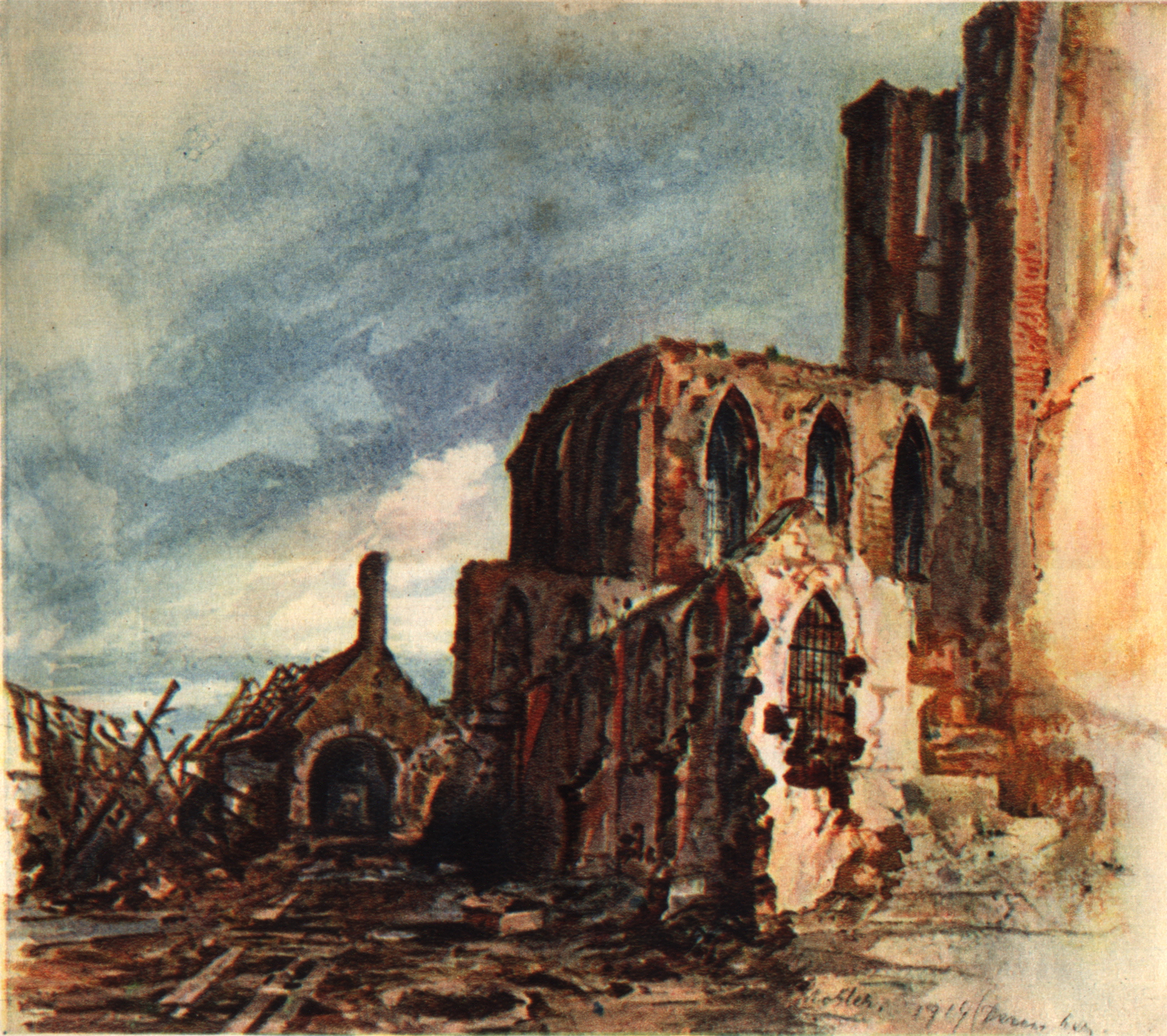
Abdijruïnes geschilderd door Adolf Hitler

De abdij van Mesen is een voormalige benedictinessenabdij in de West-Vlaamse stad Mesen, welke in 1057 werd gesticht door gravin Adela van Mesen en in 1060 tot abdij verheven. Na de opheffing in 1776 werd de Onze-Lieve-Vrouwekerk van de abdij door de parochie in gebruik genomen als de Sint-Niklaaskerk. De crypte daarvan is het voornaamste restant van de oude abdij.

## Geschiedenis
De gemeenschap van adellijke geestelijken die zich in 1057 te Mesen vestigde, was het eerste vrouwenklooster in Vlaanderen. In 1060 werd het een abdij van benedictinessen, waaraan een kapittel van twaalf kanunniken was verbonden om de kerkdiensten te leiden. De deken van het kapittel was tevens pastoor van Mesen, een parochie die van Waasten werd afgescheiden. De missen voor de parochianen werden opgedragen aan het Sint-Benedictusaltaar in de middenbeuk tot in 1164 de Sint-Niklaaskapel op het kerkhof werd verheven tot parochiekerk en Mesen een eigen pastoor kreeg.
De abdis bezat vanaf 1079 ook wereldlijke macht over het stadje. De gevangenis bevond zich in de abdij. De gewelddadige bevrijding van de calvinist Jan Hacke in 1561 wordt soms gezien als het begin van de geuzerij in de streek en in de Nederlanden tout court. In de 17e eeuw werd het langzaam vervallende Mesen een drukke bedevaartplaats, gericht op Onze-Lieve-Vrouw van Mesen, aan wie diverse mirakelen werden toegeschreven. Hierdoor kon ook de abdij zich handhaven.
De abdij kreeg onder Oostenrijks bewind moeilijkheden te verduren. In 1752 verbood aartshertogin Maria Theresia de opname van zusters van Franse afkomst, waarop de abdis als tegenzet ook geen uit de Oostenrijkse gebieden afkomstige novicen aannam. In 1776 werd de abdij door Maria Theresia opgeheven. In de kloostergebouwen werd het Koninklijk Gesticht ondergebracht, een instelling voor kinderen van gesneuvelde of invalide militairen. De abdijkerk werd parochiekerk.
Tijdens de Eerste Wereldoorlog werd Mesen verwoest, evenals de abdijgebouwen. In de crypte werd een Duitse commandopost ingericht. De toestand werd afgebeeld door Adolf Hitler, die in Mesen was gelegerd en er werd verpleegd (eerst in het Koninklijk Gesticht en in januari-februari 1915 op de Bethlehemhoeve van de voormalige abdij). Tijdens zijn revalidatie maakte hij diverse tekeningen en schilderijen van de abdijruïnes. Na de oorlog verhuisde het Koninklijk Gesticht naar Lede. De romaanse crypte, een overblijfsel van de abdij dat verworden was tot voorraadkelder, werd gerestaureerd, waarna met de herbouw van de kerk werd begonnen.

### Lijst abdissen
Gebaseerd op de lijst opgesteld door het Koninklijk Gesticht van Mesen.
| Naam                                                      | Begin mandaat    | Einde mandaat |
| --------------------------------------------------------- | ---------------- | ------------- |
| Faisillis                                                 | 1065             | 1075          |
| Nathalie                                                  | 1075             | 1101          |
| Ogine                                                     | 1101             | 1141          |
| Adélaïde (Alix de France)                                 | 1141             | 1164          |
| Béatrice de Warneton                                      | 1164             | 1176          |
| Agnès de France                                           | 1176             | 1185          |
| Gertrude                                                  | 1185             | 1187          |
| Isabelle (Elisabeth)                                      | 1187             | 1214          |
| Béatrix                                                   | 1214             | 1223          |
| Agnès de SaintOmer                                        | 1223             | 1248          |
| Marguerite de Créqui                                      | 1248             | 1291          |
| Marie de Torchi                                           | 1291             | 1306          |
| Jeanne de Créqui                                          | 1306             | 1321          |
| Aélis d’Aussij                                            | 1321             | 1328          |
| Marguerite de Morbeque                                    | 1328             | 1357          |
| Béatrix de Danebruc                                       | 13 april 1357    | 1379          |
| Marguerite d’Oultre                                       | 1379             | 1396          |
| Guillemine de Louvigny                                    | 1 mei 1396       | 1417          |
| Isabelle de Steelandt                                     | 8 september 1417 | 1440          |
| Agnès de Craon                                            | 12 juni 1440     | 1466          |
| Jacqueline d’Hazebrouck                                   | 12 december 1466 | april 1478    |
| Agnès d’Averoudt d’Helfault                               | 1 mei 1478       | 1510          |
| Isabelle of Isabeau de Morbeque                           | 22 augustus 1510 | 1514          |
| Jeanne de Ghistelles                                      | december 1515    | 1560          |
| Jacqueline d’Haynin                                       | 6 juni 1561      | 1594          |
| Antoinette de Morbeque                                    | 6 februari 1595  | 1609          |
| Jeanne de Baillencourt                                    | 6 augustus 1610  | juli 1618     |
| Anne d’Anthin                                             | 15 augustus 1618 | 1642          |
| Isabelle du chastel de la Howardries                      | 22 december 1643 | 1679          |
| Marie-Louise-Victoire de Créqui                           | 26 mei 1679      | 1706          |
| Suzanne-Françoise de Ghistelles                           | 10 december 1707 | 1731          |
| Charlotte-Pétronille de la Tour de St. Quentin            | 13 december 1731 | 1750          |
| Anne-Madeleine-Reine-Isabelle-Josèphe Comtesse de Haudion | 9 december 1750  | 1770          |

## Archief
Het abdijarchief was een van de rijkste van het land, met stukken die teruggingen tot de 11e eeuw. Het ging voor een groot deel verloren bij de Franse beschieting van Mesen in november 1914. Duitse soldaten en officieren visten oorkonden uit het puin en namen ze mee als souvenir. Het Rijksarchief heeft ongeveer een vijfde van het oorspronkelijke archief kunnen recupereren.

## Voetnoten
1. ↑  Naamlijsten: Lijst van de abdissen van de abdij te Mesen, Koninklijk Gesticht van Mesen. Gearchiveerd op 1 oktober 2023.
2. ↑  Verloren gewaande middeleeuwse oorkonden keren na meer dan 100 jaar terug uit Duitsland, arch.be, 29 oktober 2021. Gearchiveerd op 2 november 2021.